# مانوهیسوآ
مانوهیسوآ (انگلیسی: Manohisoa) یک منطقهٔ مسکونی در ماداگاسکار است که در ناحیه بتافو واقع شده‌است.